# Вайтсайд (Міссурі)
Вайтсайд (англ. Whiteside) — селище (англ. village) в США, в окрузі Лінкольн штату Міссурі. Населення — 52 особи (2020).

## Географія
Вайтсайд розташований за координатами 39°11′1″ пн. ш. 91°1′0″ зх. д. / 39.18361° пн. ш. 91.01667° зх. д. (39.183555, -91.016734).  За даними Бюро перепису населення США в 2010 році селище мало площу 0,25 км², з яких 0,24 км² — суходіл та 0,00 км² — водойми.

## Демографія
Згідно з переписом 2010 року, у селищі мешкало 75 осіб у 29 домогосподарствах у складі 20 родин. Густота населення становила 305 осіб/км².  Було 32 помешкання (130/км²).
Расовий склад населення:
| - 96,0 % — білих - 1,3 % — осіб інших рас |

До двох чи більше рас належало 2,7 %. Частка іспаномовних становила 2,7 % від усіх жителів.
За віковим діапазоном населення розподілялося таким чином: 18,7 % — особи молодші 18 років, 69,3 % — особи у віці 18—64 років, 12,0 % — особи у віці 65 років та старші. Медіана віку мешканця становила 42,5 року. На 100 осіб жіночої статі у селищі припадало 127,3 чоловіків;  на 100 жінок у віці від 18 років та старших — 125,9 чоловіків також старших 18 років.
За межею бідності перебувало 25,0 % осіб, у тому числі 42,9 % дітей у віці до 18 років та 33,3 % осіб у віці 65 років та старших.
Цивільне працевлаштоване населення становило 23 особи. Основні галузі зайнятості: транспорт — 17,4 %, роздрібна торгівля — 17,4 %, будівництво — 17,4 %.